# Niederaden

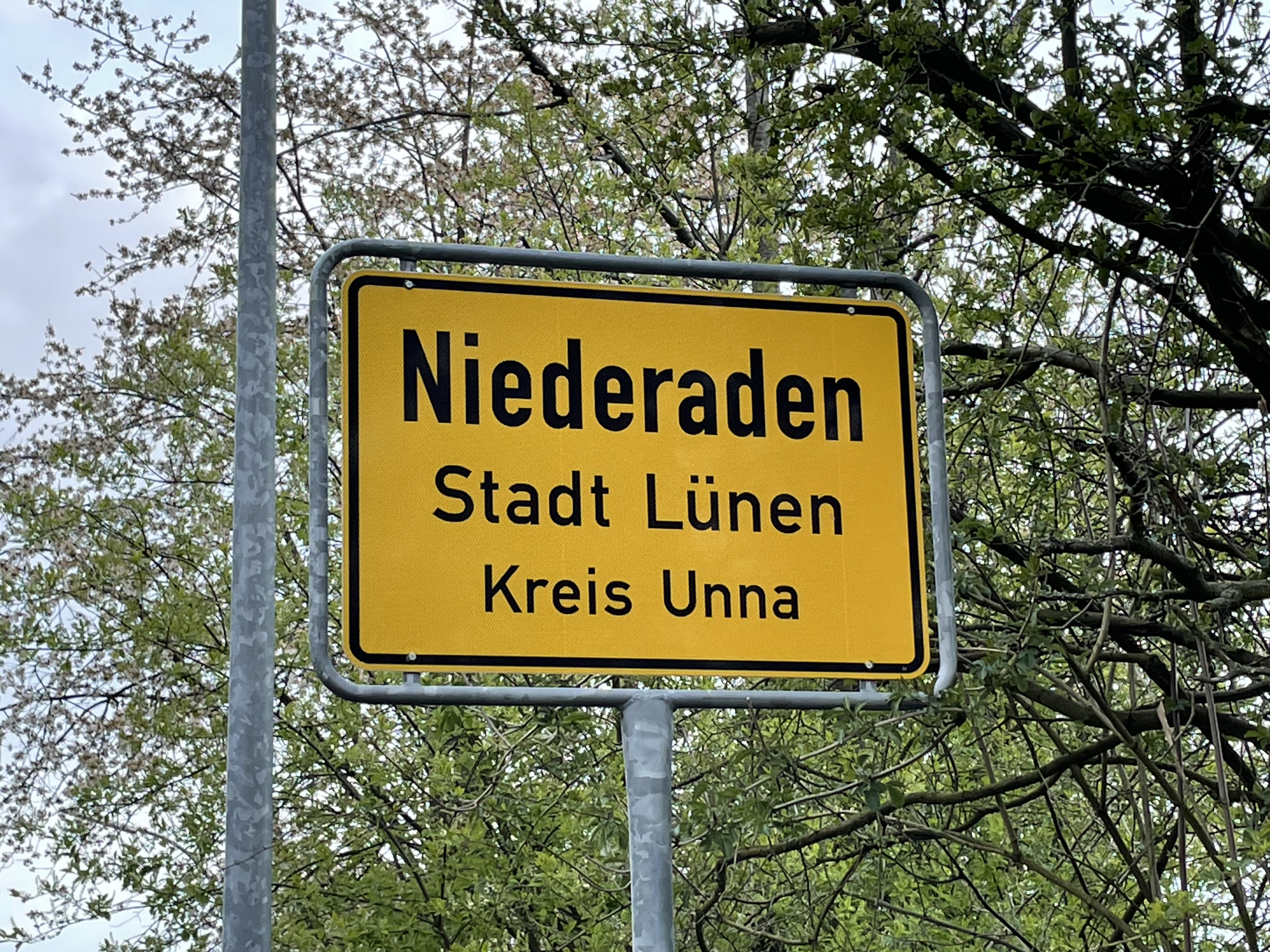
50 Jahre nach der Eingemeindung in die Stadt Lünen erhielt Niederaden im Jahr 2018 neue Ortseingangsschilder, auf denen jetzt wieder der Stadtteil im Mittelpunkt steht.

Niederaden ist ein südöstlicher Ortsteil bzw. statistischer Bezirk der Stadt Lünen in Nordrhein-Westfalen, in dem ca. 2200 Einwohner leben. Er gehört zur Gemarkung 1403 Niederaden.
Im 18. und 19. Jahrhundert gehörte die Bauerschaft Niederaden zum Märkischen Amt Unna.
Niederaden wurde am 1. Januar 1968 nach Lünen eingemeindet. Der Ort bildet die Ostgrenze Lünens zu Kamen und grenzt ferner im Süden an Dortmund-Lanstrop und im Norden an den Bergkamener Stadtteil Oberaden. Im Westen befindet sich angrenzend Lünen-Horstmar.
Entstanden um die Güter der Adelshäuser Aden und Oberfelde, wurde Niederaden erstmals im 12. Jahrhundert erwähnt. Vom adligen Haus Oberfelde besteht noch der Anfang des 17. Jahrhunderts gebaute, auf einer Insel inmitten einer Gräfte gelegene Spieker (Plattdeutsch für ‚Speicher‘), der aber auch als Gartenpavillon genutzt wurde; er ist Wahrzeichen und Wappenbestandteil Niederadens.
Der Lüner Maler Rolf-Dietrich Ratzmann nutzte den Spieker von 1968 bis zu seinem Tode im Jahre 1992 als Atelier.
Der ursprüngliche, rein bäuerliche Charakter des Dorfes wurde Mitte/Ende des 19. Jahrhunderts durch den in den Nachbargemeinden aufkommenden Steinkohlenbergbau abgelöst – unter dessen Spätfolgen (Bergsenkung) der Ortsteil immer noch zu leiden hat. Die ländliche Prägung findet man heute noch durch die zahlreichen landwirtschaftlichen Nutzflächen. Neben klassischer Nutzpflanzenproduktion und Viehhaltung spielen eine mittelgroße Baumschule mit Gartencenter und ein Kartoffelanbauer eine Rolle.
Im Jahre 1849 hatte die Gemeinde 270, im Jahr 1910 733 Einwohner. Im Jahr 1987 hatte der Ortsteil Niederaden insgesamt 1743 Einwohner. 2019 waren es dann 2248 Einwohner.
Der frühere Niederadener Kommunalpolitiker August Wegmann (1891–1975) war Ehrenbürger der Stadt Lünen.

## Wappen
| Wappen der ehemaligen Gemeinde Niederaden, Kreis Unna | Blasonierung: „In Gold (Gelb) über einem dreireihig von Rot und Silber (Weiß) geschachten erhöhten Schildfuß, ein silbernes (weißes) Turmhaus mit einer schwarzen Tür und drei schwarzen Fenstern, bedeckt von einem roten Spitzdach, darauf ein blauer Glockenstuhl mit einer Glocke.“                |
| Wappen der ehemaligen Gemeinde Niederaden, Kreis Unna | Wappenbegründung: Das Wappen wurde am 1. März 1939 vom Oberpräsidenten der Provinz Westfalen genehmigt. Der geschachte Schildfuß entstammt dem Wappen der Grafen von der Mark, frühere Landesherren über das Gemeindegebiet. Das Turmhaus erinnert an das ehemalige Gartenhaus des Adelsguts Oberfelde |

## Vereinsleben
Ausgeprägt ist bis heute das für das Ruhrgebiet typische, reiche Vereinsleben.
- TuS Jugendbund Niederaden 1911 e. V.[7]
- Freiwillige Feuerwehr[8]
- MGV Germania – Niederaden, gegründet 1897[9]
- DSK Germania Niederaden[10]
- Schützenverein Niederaden 1860 e. V.[11]
- GHSV Westick e. V. Niederaden[12]
- Kolpingsfamilie Lünen – Horstmar/Niederaden, 1922 gegründet[13]